# Jacques Di Donato
Jacques Di Donato (* 1942 in Bourg-en-Bresse) ist ein französischer Klarinettist, Saxophonist und Schlagzeuger, der sowohl im Bereich des Modern Jazz, der Klassischen und Zeitgenössischen Musik und der Neuen Improvisationsmusik hervorgetreten ist. Zwischen 1984 und 2007 lehrte er als Professor am Conservatoire national supérieur de musique et de danse de Lyon Klarinette. 

## Leben
Di Donato begann im Alter von zwölf Jahren, (als Autodidakt) Schlagzeug im Tanzorchester seines Vaters zu spielen, der ihn auch das Spiel auf dem Altsaxophon lehrte. Er studierte Klarinette an der Musikschule von Béziers, dann am Conservatoire National zunächst in Montpellier und in Versailles, um dann seine Studien auf dem Conservatoire Supérieur de Paris 1966 mit dem ersten Preis abzuschließen. 1965 erhielt er dort den ersten Preis für Kammermusik. Daneben begann er in den Pariser Jazzclubs aufzutreten und war Mitglied in den Bigbands von Jef Gilson, Jean-Claude Maude, Martial Solal und Sonny Gray. Er interpretierte daneben Neue Musik im Ensemble Musique Vivante und war von 1978 bis 1990 als Bassklarinettist im Nouvel Orchestre Philharmonique de Radio-France unter Gilbert Amy tätig. Er führte Werke von Pierre Boulez, Luciano Berio, John Cage, Paul Méfano, Vinko Globokar und Olivier Messiaen auf und trat auf internationalen Festivals, etwa den Donaueschinger Musiktagen, den Darmstädter Ferienkursen oder in Royan auf. Daneben arbeitete er im Le Quatuor de Saxophones mit Jean-Louis Chautemps, François Jeanneau und Philippe Maté sowie später im Trio de Clarinettes mit Louis Sclavis und Armand Angster zusammen. Di Donato leitete zahlreiche Formationen darunter das Jacques Di Donato Quintet, das Mhère Quartet (mit Xavier Charles, Fabrice Charles, Louis Michel Marion), das Système Friche, Brahmâ. Auch gründete und leitete er das Festival Fruits de Mhère, Les Champs de l’Improvisations. Daneben spielte er bei Bernard Lubat,  im Trio von Philippe Deschepper und im Duo mit Christine Wodrascka. Auch nahm er mit Eddy Louiss (Porgy & Bess, 1971) und mit Tim Hodgkinson (Sketch of Now) auf.

## Diskographische Hinweise
- Le Quatuor de Saxophones Mad Sax II (Cy, 1982; Grand Prix du Disque de l'Académie Charles Cros)
- Louis Sclavis, Jacques Di Donato & Armand Angster Trio de clarinettes (FMP, 1991)
- Gaël Mevel Quintet Images et personnages (mit Didier Petit, Jean-Jacques Avenel, Thierry Waziniak; Leo Records, 2010)
- Systeme Friche: Le chant des pistes (2021)